# 北一条地下駐車場

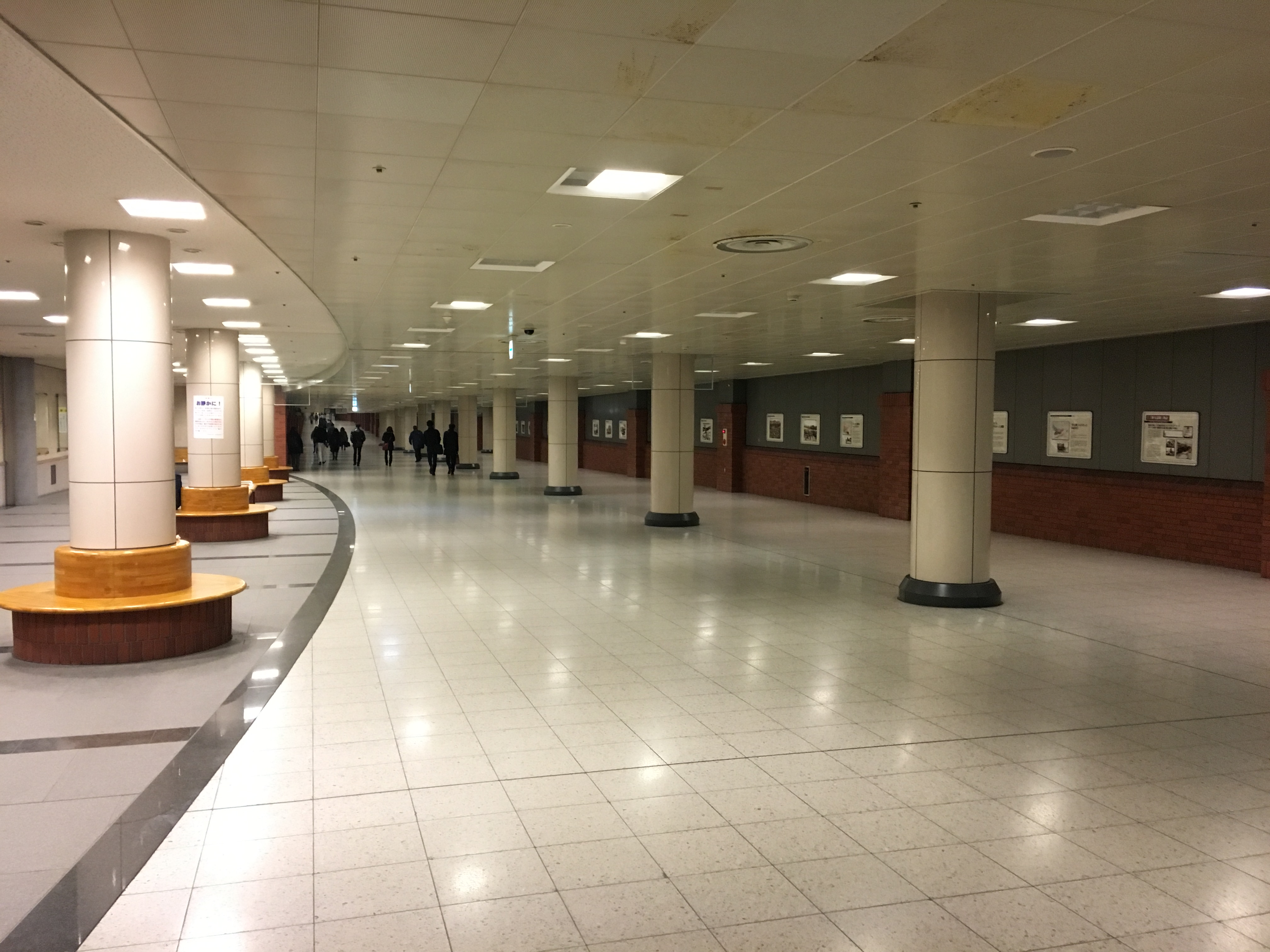
北一条地下駐車場公共地下歩道（2019年2月）

北一条地下駐車場（きたいちじょうちかちゅうしゃじょう）は、北海道札幌市中央区にある自走式の地下立体駐車場である。

## 概要
国土交通省北海道開発局札幌開発建設部により整備された。2006年（平成18年）から指定管理者制度が導入され、現在はタイムズ24株式会社（パーク24株式会社）子会社のTFI株式会社が駐車場の運営を行っている。
年間利用台数は約14万台前後で推移しており、一日当たりの利用台数は403台（2005 - 2007年の平均）である。
地下2階が駐車場、地下1階は公共地下歩道となっており、周辺ビルや札幌駅前通地下歩行空間と接続している。

### 施設データ
- 所在地：北海道札幌市中央区北1条西4 - 6丁目（国道230号・北1条宮の沢通地下）
- 営業時間：7時30分 - 22時00分（年中無休）
- 階数：地下1階 - 地下2階
- 収容台数：154台[注 1]

## 沿革
- 2001年（平成13年）3月7日 - 北一条地下駐車場供用開始[1]。
- 2006年（平成18年）4月1日 - 指定管理者制度を導入。

## 出入口

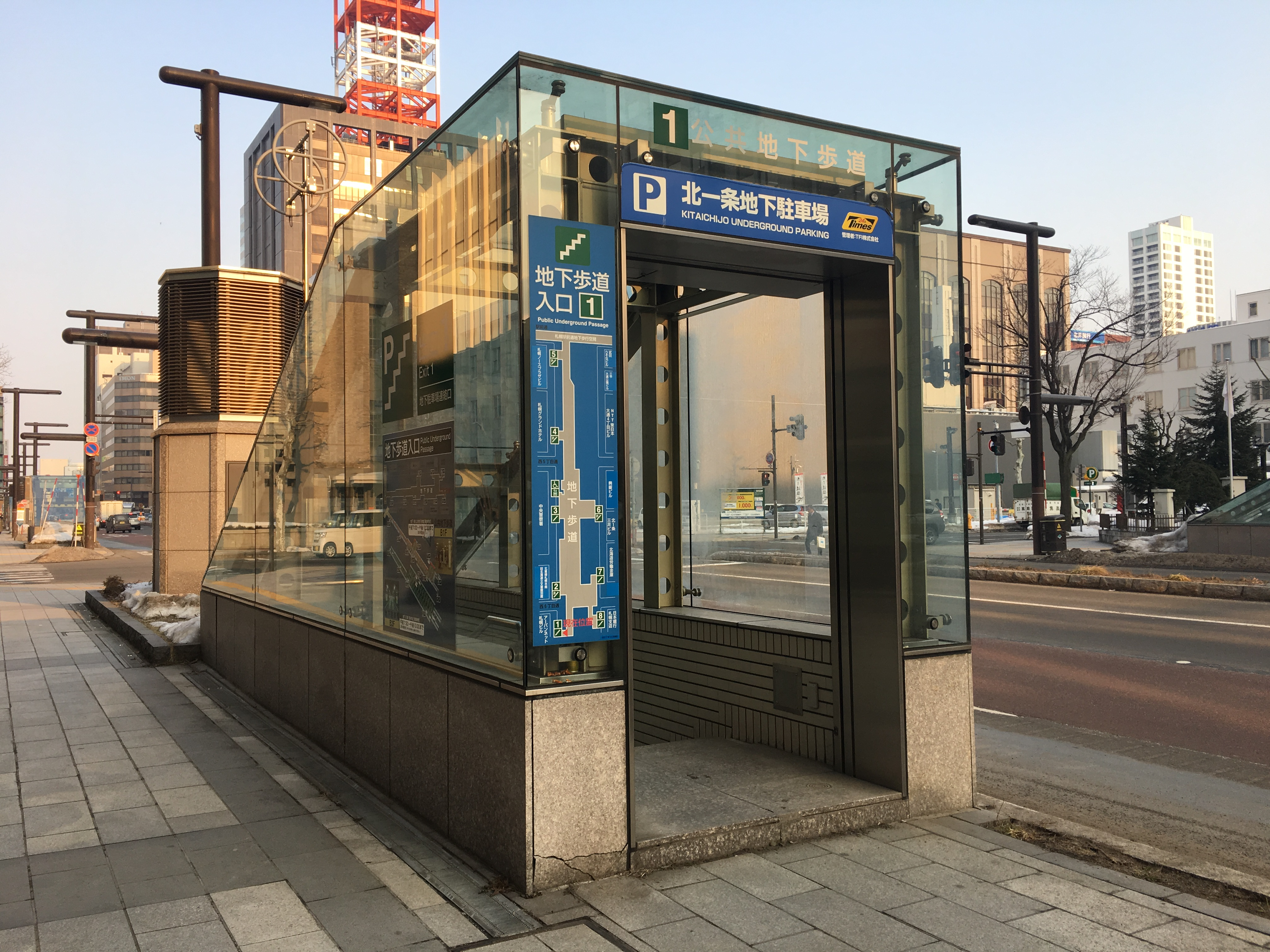
1番出入口（2019年2月）

出入口の番号は、北側から時計回りに1番から8番まで付けられている。
地上から地下2階の駐車場へ直接アクセスできるのは、2 - 6番出入口のみとなっており、それ以外の出入口は一旦公共地下歩道を通行する必要がある。
| 番号 | 輸送機器 | 場所                                   |
| ---- | -------- | -------------------------------------- |
| 1    |          | アーバンネット札幌ビル前               |
| 2    |          | 北菓楼札幌本店（旧北海道庁立図書館）前 |
| 3    | EV       | 中央警察署前                           |
| 4    |          | 札幌グランドホテル前                   |
| 5    |          | 札幌ノースプラザビル前                 |
|      |          | 札幌駅前通地下歩行空間（直結）         |
| 6    |          | 興銀ビル前 北1条三井ビルディング前     |
| 7    |          | 北海道労働金庫本店前                   |
| 8    |          | 日本銀行札幌支店前                     |